# Краснодонская улица (Москва)
Краснодо́нская у́лица (до 1964 г. — проспект Ленина) — улица в районе Люблино Юго-Восточного округа города Москвы. Улица начинается от пересечения улицы Шкулёва и Волжского Бульвара и идет на юг до пересечения с улицей Верхние Поля, где переходит в Братиславскую улицу.

## Происхождение названия
Названа по городу Краснодону (до 1934 г.) — райцентру Луганской области. Имя города стало широко известно из-за трагической судьбы молодёжной подпольной организации, действовавшей в нём в годы Великой Отечественной войны, и описанной в романе А. А. Фадеева «Молодая гвардия».

## Транспорт
В самом начале улицы расположена станция метро «Волжская». По улице следуют автобусы 228, 530, 551, 658, 713, С4, т74.

## Здания и сооружения
Четная сторона
- По сообщениям прессы в этом районе живёт певец Юрий Лоза[1][2].
- № 2 — Школа № 1148 имени Ф. М. Достоевского[3], во дворе установлен памятник писателю
- № 12 — Сбербанк России, дополнительный офис № 9038/0112.
- № 34, корпус 2 — Молочно-раздаточный пункт.
- [4]№ 38 — Центр образования № 1877 (детский сад)[5].
- № 40 — Школа № 1877 Люблино — Центр образования[6].

Нечетная сторона
- № 53 — ОВД по району Люблино.
- № 55 — Московский городской педагогический университет (МГПУ), факультет технологии предпринимательства[7].

Достопримечательности

ул. Краснодонская (пересечение с ул. Ставропольской)

- Стадион «Локомотив» на пересечении с Тихой улицей. Закрыт с 2016 года и был включен в план реконструкции в 2021 году[8].
- Бывшее Старое Люблинское кладбище[9] в районе домов № 5, корп. 1—3.
- Квартал двухэтажных «немецких» домов послевоенной постройки, ограниченный Краснодонской и Краснодарской улицами[10], проспектом 40 лет Октября и улицей Судакова (в настоящее время сохранился один дом, расположенный по адресу Краснодонская ул., д. 18/18).